# 274

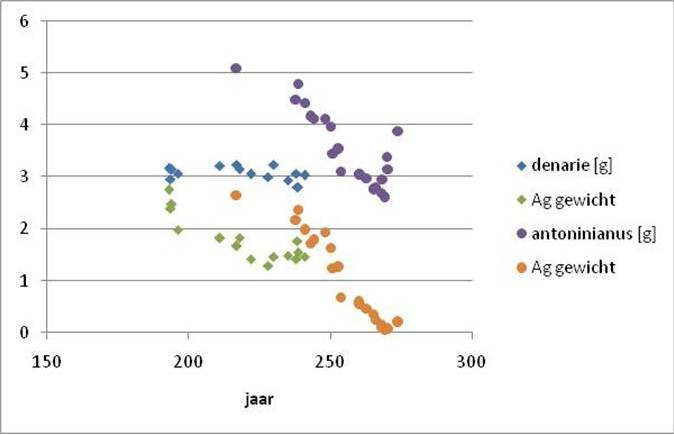
Ontwikkeling naar gewicht en zilvergehalte van de denarii en antoniniani tot aan de hervorming van keizer Aurelianus

Het jaar 274 is het 74e jaar in de 3e eeuw volgens de christelijke jaartelling.

## Gebeurtenissen

### Italië
- Keizer Aurelianus voert tijdens de munthervorming de aurelianianus in en legt met 'verbeterde' versies de zuiverheidsgraad van het zilver vast.
- 25 december - Aurelianus introduceert de zonnecultus Sol Invictus en maakt het tot officiële staatsreligie van Rome.
- 30 december - Paus Felix I overlijdt aan zijn verwondingen door marteling.

### Europa
- Aurelianus herenigt het Gallische keizerrijk opnieuw met het Romeinse Rijk. Keizer Tetricus I geeft zich over na de verloren Slag bij Châlons (Châlons-en-Champagne, Frankrijk) en wordt in een triomftocht samen met zijn zoon Tetricus II als krijgsgevangene meegevoerd.

### Religie
- Aurelianus voert vérreikende hervormingen door in de priesterorde van de Sol-cultus, bouwt een grote openluchttempel voor de zonnegod, en sticht vierjaarlijkse, meerdaagse spelen voor Sol.

## Overleden
- 30 december - Felix I, paus van de Katholieke Kerk